# Società Sportiva delle Signe 1941-1942
Questa voce raccoglie le informazioni riguardanti la  Società Sportiva delle Signe  nelle competizioni ufficiali della stagione 1941-1942.

## Rosa
| N. |                   | Ruolo | Calciatore      |
| -- | ----------------- | ----- | --------------- |
|    | Italia (bandiera) | C     | F. Benelli      |
|    | Italia (bandiera) | A     | Liliano Bertini |
|    | Italia (bandiera) | C     | Ubaldo Bonciani |
|    | Italia (bandiera) | A     | A. Buzzegoli    |
|    | Italia (bandiera) | P     | Fulvio Cappelli |
|    | Italia (bandiera) | C     | E. Ciardi       |
|    | Italia (bandiera) | C     | Giorgio Ciardi  |

| N. |                   | Ruolo | Calciatore        |
| -- | ----------------- | ----- | ----------------- |
|    | Italia (bandiera) | P     | Giuliano Madama   |
|    | Italia (bandiera) | A     | O. Maggiorelli    |
|    | Italia (bandiera) | D     | G. Marcacci       |
|    | Italia (bandiera) | D     | Augusto Mazzoni   |
|    | Italia (bandiera) | A     | Fulvio Mesti      |
|    | Italia (bandiera) | D     | Moreno Nesti      |
|    | Italia (bandiera) | A     | Manlio Scaramagli |